# Harrington Sound
Harrington Sound är en vik i Bermuda (Storbritannien). Den ligger i den centrala delen av landet, 7 km nordost om huvudstaden Hamilton.